# 希里茨科耶湖
58°00′03″N 28°34′02″E / 58.00083°N 28.56722°E
希里茨科耶湖（俄语：Щирицкое），是俄羅斯的湖泊，位於該國西北部，由普斯科夫州負責管轄，處於普斯科夫區，面積1.5平方公里，集水區面積8.3平方公里，平均水深0.6米，最大水深1.4米。